# Bonsái (novela)
Bonsái es la primera novela del escritor chileno Alejandro Zambra, publicada inicialmente en febrero de 2006 por la colección «Narrativas hispánicas» de la Editorial Anagrama. Está dedicada a Alhelí.

## Historia editorial
Zambra empezó a escribir Bonsái en 1998, cuando era un recién licenciado de Literatura Hispánica de la Universidad de Chile, que vivía solo en un piso subterráneo de Plaza Italia, en Santiago de Chile, donde en un momento llega a vivir Julio, el protagonista de la novela. Zambra por entonces trabajaba como telefonista y ayudante en la universidad, y estaba buscando trabajo en preuniversitarios y colegios. Tardó casi siete años en terminar la novela.
La versión publicada está firmada en Santiago de Chile el 25 de abril de 2005. Fue publicado por primera vez en febrero de 2006 en la colección «Narrativas hispánicas» de Editorial Anagrama, en Barcelona, España. La primera ilustradora de la cubierta fue Leslie Leppe, la misma de la imagen contenida en su interior. En ediciones posteriores, se cambió la ilustración de la cubierta por una parecida de Jorge Mayet. En 2022 se agregó un epílogo llamado «La sustracción», de la escritora y editora argentina Leila Guerriero.
De acuerdo al propio autor, su objetivo fue escribir no una novela, sino el resumen de una novela.
Bonsái fue traducida por primera en 2007, al italiano. Al año siguiente se publicó por primera en inglés, con traducción de Carolina de Robertis. En 2021, la Megan McDowell preparó una nueva traducción al inglés.

## Estructura y argumento
Bonsái es una novela corta dividida en cinco secciones numeradas, que cuentan la historia de una pareja de dos estudiantes de literatura chilenos, Emilia y Julio, que inician una relación amorosa marcada por la literatura en un Santiago de fines del siglo XX. La trama se centra en su relación y cómo se desarrolla a lo largo del tiempo, intercalando fragmentos de historias de personajes secundarios.
| Sección | Título        | Contenido |
| ------- | ------------- | --- |
| I       | «Bulto»       | Emilia y Julio, dos estudiantes de literatura chilenos se conocen en Santiago, se enamoran y se hacen uno (un «bulto»). Desde el comienzo se sabe que Emilia eventualmente morirá joven. |
| II      | «Tantalia»    | La pareja ata su amor a sus lecturas, la cual se empieza a acabar con «Tantalia» de Macedonio Fernández y finalmente con En busca del tiempo perdido de Proust. |
| III     | «Préstamos»   | Anita, amiga de infancia de Emilia y su compañera de piso en la época de Julio, la va a visitar a Madrid, encontrándola en condiciones tan precarias que la decide apoyar económicamente. |
| IV      | «Sobras»      | Julio conoce a Gazmuri, un conocido escritor, para digitalizar el borrador de su última novela, pero finalmente opta por otra persona. Ante el rechazo, Julio escribe un manuscrito propio haciéndolo pasar por el de Gazmuri, y acaba dándoselo a María, su última pareja, quien también, como Emilia, se marcha a Madrid. |
| V       | «Dos dibujos» | Julio empieza a criar un bonsái, mientras los personajes secundarios siguen con sus vidas. Tiempo después se entera de la trágica muerte de Emilia. |

En su epílogo «La sustracción», Leila Guerriero destaca la cercanía que pueden sentir los lectores hacia los personajes, aunque no se sepa casi nada de ellos; el sentido del tempo de la obra, mediante el uso de la puntuación y los tiempos verbales; su capacidad para generar sufrimiento y desazón sin consignarlas explícitamente, y su justa extensión. Para Guerriero, esta «es una historia de amor [...] una pavorosa novela sobre la decadencia y el paso del tiempo, una compleja novela acerca de procedimientos literarios». Para Guerriero, la quinta novela de Zambra, Poeta chileno (2020), es una expansión de Bonsái. Y agrega:

Bonsái es la novela que escribe Zambra sobre Julio, que, a su vez, escribe la novela de Gazmuri, que, a su vez, narra la historia real del personaje falso o la historia falsa del personaje real llamado Julio, que, a su vez, termina siendo la novela de Zambra.
Leila Guerriero, 2020

## Adaptación cinematográfica
Bonsái fue adaptada por Cristián Jiménez en 2011, conservando el título original. La película se estrenó en la sección Un Certain Regard en el Festival de Cannes, obteniendo el Premio Pedro Sienna 2012 a la mejor dirección y a la mejor dirección de fotografía.

## Premios y reconocimientos
- 2007: Premio de la Crítica a la mejor novela, otorgado por Círculo de Críticos de Arte de Chile.[14]
- 2007: Premio Mejores Obras Literarias Publicadas (Consejo Nacional del Libro y la Lectura)[15]
- 2007: Finalista del Premio Altazor, categoría Narrativa.
- 2008: Finalista del Best Translated Book of the Year[16]